# Сурангел Віппс (молодший)
Сурангел С. Віппс-молодший (англ. Surangel Whipps Jr.; нар. 1968 або 1969 Балтімор, США) — бізнесмен і політичний діяч Палау, президент Палау з 21 січня 2021 року. Обіймав посаду сенатора в 2008—2016 роках. Наприкінці 2020 року обраний президентом країни.

## Біографія
Віппс народився у Балтіморі, штат Меріленд, у родині палауського бізнесмена і сенатора Сурангел Віппса-старшого, і матері, яка сама народилася у Меріленді.
В 1972 році родина повернулася в Палау. Здобувши середню освіту, в 1985 році Сурангел Віппс поїхав назад в США. В 1988 році він закінчив приватний Університет Ендрюса у штаті Мічиган зі ступенем бакалавра ділового адміністрування, в 1992 році здобув ступінь магістра у Каліфорнійському університеті у Лос-Анджелесі. .
В 1989 році, під час перерви між навчанням в США, Сурангел Віппс був спеціальним помічником президента Палау Нгіраткела Етпісона (1989—1993). В 1992 році очолив сімейну компанію «Сурангел і сини», засновану його батьком, що володіє мережею торгових центрів, салонів краси, туристичним агентством і будівельним підрозділом.
Обіймав керівні посади і входив до ради директорів Торгової палати Палау, Товариства охорони природи, організації «Тихоокеанські ресурси для освіти і навчання», Трастового фонду COFA, функціонуючого в рамках договору Палау про вільну асоціації з США.
В 2005 році та в 2007—2009 роках був головою Сенату Палау.
В 2008—2016 роках був сенатором. В 2016 році брав участь у президентських виборах, але програв чинному президенту Томі Ременгесау (51,3 % проти 48,7 % голосів).
В 2020 році знову висунув свою кандидатуру на президентських виборах і здобув перемогу, здобувши 57,4 % голосів, за його суперника Рейнольд Ойлуча проголосували 42,6 %.. У його програмі — збільшення соціальних допомог, зменшення податкового навантаження на групи населення з низькими доходами, забезпечення прозорості державного управління, розвиток сфер охорони здоров'я та освіти.

## Особисте життя
З 1999 року одружений з Валері Ременгесау (сестра президента Томаса Ременгесау). У шлюбі три дочки — Модед, Ултеі і Нгедеронг — і син Сурангел.
Захоплюється риболовлею, грає в баскетбол. Прихильник церкви Адвентистів сьомого дня.